# Chirurgisch-Technischer Assistent
Chirurgisch-Technischer Assistent (CTA) (Überschneidung mit der wesentlich älteren Berufsbezeichnung CTA für Chemisch-technischer Assistent) ist ein Gesundheitsfachberuf in Deutschland. Chirurgisch-Technische Assistenten führen nach der 3-jährigen, erfolgreich abgeschlossenen schulischen Ausbildung ihnen übertragene spezialisierte Assistenzaufgaben in medizinischen und operationstechnischen Bereichen, wie im Operationsbereich, der Ambulanz, der chirurgischen Bettenstation, unter Aufsicht eines Arztes durch.
Die Ausbildungs- und Prüfungsordnung wurde am 1. Oktober 2007 von der Medical School academia chirurgica GmbH in Abstimmung mit der Deutschen Gesellschaft für Chirurgie (DGCH) verabschiedet. Eine staatliche Anerkennung wird vom Fachverband gefordert, stößt jedoch auf Widerspruch aus den Reihen der Deutschen Gesellschaft für Anästhesiologie und Intensivmedizin (DGAI).
In den jeweiligen Einsatzkrankenhäusern entlasten CTAs die Ärzteschaft durch die Übernahme delegierbarer ärztlicher Tätigkeiten.

## Voraussetzungen für die Teilnahme an der Ausbildung
In Abstimmung mit der Deutschen Gesellschaft für Chirurgie ist die Voraussetzung für den Zugang zur Ausbildung die Allgemeine Hochschulreife oder die Fachhochschulreife.

## Dauer und Gliederung der Ausbildung
Die drei Jahre dauernde Ausbildung findet an anerkannten CTA-Schulen als Lehrgang mit theoretischem und praktischem Unterricht sowie mit einer integrierten praktischen Ausbildung in den künftigen Aufgabenbereichen statt.
Die Ausbildung umfasst mindestens 1.900 Stunden theoretische Ausbildung und praktischen Unterricht sowie 3.000 Stunden praktische Ausbildung an den Lehrkrankenhäusern.

## Inhalte der Ausbildung
Unter anderem werden folgende Fächer unterrichtet:
- Allgemein- und Visceralchirurgie
- Gefäßchirurgie
- Operationslehre
- Anatomie und Physiologie
- Apparatekunde
- Arzneimittellehre
- Berufsfachkunde
- Datenerfassung, Codierung und Controlling
- Gynäkologie
- Physiologie
- Urologie
- minimal-invasive Chirurgie
- Rechtskunde
- allgemeine und spezielle Krankheitslehre
- Psychologie
- Mikrobiologie und Hygiene inklusive Sterilfachkundelehrgang I
- Medical English
- Medizinische Physik und Chemie, inklusive Strahlenschutzkurs
- Traumatologie und Orthopädie[5]

## Examensprüfungen
Die Examensprüfungen bestehen aus einem praktischen, schriftlichen sowie einem mündlichen Teil. Bei Bestehen der Examensprüfungen wird dem Kandidaten eine Urkunde sowie ein Zeugnis über die bestandene Prüfung ausgehändigt.

## Tätigkeiten
Zu den Aufgaben eines CTA gehören unter anderem
- die spezielle Patientenlagerung
- prä- und postoperative Versorgung des Patienten
- die 1. und 2. OP-Assistenz (Facharztstandard muss gewährleistet sein)
- Effiziente und in höchstem Maße professionelle Entlastung des Operateurs
- Übernahme interdisziplinärer Aufgaben
- OP-Verwaltungs-/Dokumentationsaufgaben
- Rufbereitschaft (operativer Rufdienst)
- die Bearbeitung von Gewebe unter fachgerechter Verwendung chirurgischer Instrumente
- Operative Knotenanwendung
- selbständige ein- und mehrschichtige Wundverschlüsse
- Blutentnahmen
- Übernahme von delegationsfähigen ärztlichen Tätigkeiten
- Entfernen von Drainagesystemen
- Legen von Magensonden
- Legen von transurethralen Blasenverweilkathetern
- diagnostische und therapeutische Maßnahmen (z. B. Auskultation, Sonographie etc.) in Abstimmung mit dem ärztlichen Dienst
- Praktische Durchführung von nichtinvasiven Untersuchungsverfahren
- Anamnese (zur späteren Prüfung mit dem ärztlichen Dienst ), körperliche Untersuchung, Venenpunktion
- Erhebung von Untersuchungsbefunden und Mitwirken bei der Arztbriefschreibung zur späteren Prüfung und Ergänzung des ärztlichen Dienst
- Mitwirkung und Durchführung noftallmedizinischer Maßnahmen zur Stabilisierung von Notfallpatienten
- Mitwirkung der Visiten sowie der medizinischen Kurvenvisiten
- Vorbereitende OP-Aufklärung (Standardeingriffe)
- postoperative Wundversorgung
- Wundmanagement z. B. als leitende Funktion mit bspw. die Anlage von VAC-Verbänden
- das Codieren von Operationen und Patienten (DRG)
- Mitwirkung beim Qualitätsmanagement
- das Legen venöser Verweilkatheter[6]
- Schnittstelle zwischen Pflege und Arztpersonal
- Überwachung von ärztlich eingeleiteten Therapien

Ein CTA ist also nicht nur im Operationssaal tätig, sondern auch auf der Station.

## Kritik am Berufsbild
CTAs übernehmen Aufgaben, die früher von Assistenzärzten als Teil ihrer Ausbildung wahrgenommen wurden. Eine Befürchtung ist, dass hierdurch angehenden Chirurgen notwendige Erfahrung und Routine im Operationssaal entgeht. Die Umwidmung von Assistenzarztstellen zu CTA-Stellen ist jedenfalls real.
Eine weitere Frage ist, inwieweit ein Arzt überhaupt Tätigkeiten an einen CTA übertragen darf. Ein Facharztstandard muss auf stationärer sowie operativer Ebene immer gewährleistet sein.
Entgegen dem Trend der Akademisierung im Gesundheitswesen (z. B. Pflege oder Hebamme) wurde hier ein Beruf sogar außerhalb der bisherigen Bildungssystematik (Berufsschule, Fachschule, Fachhochschule, Universität) geschaffen. Das Berufsbild existiert so im Moment nur in Deutschland. Die Kompetenzen eines ausgebildeten CTAs ähneln denen des historischen Berufes des niederen Wundarztes.
Einige CTAs verstehen die Ausbildung auch als gut vorbereitende Warteposition auf einen Studienplatz.
Weiterbildungsmöglichkeiten sind aktuell noch begrenzt. Je nach Fachrichtung und Interesse kann ein ausgebildeter CTA mit Berufserfahrung jedoch beispielsweise eine Fortbildung zum Wundexperten, Gefäßassistenten oder auch Studienassistenten absolvieren. 
Schwierig ist auch die Abgrenzung zwischen Pflege, Ärzteschaft und den CTAs.
Natürlich wurde der Beruf nicht grundlos eingeführt: Der Ärztemangel (insbesondere rückläufiges Interesse an der Chirurgie) und steigende Gesundheitskosten sind ernsthafte Probleme, und der CTA ist eine Möglichkeit gegenzusteuern.
Gewisse Probleme wie die staatliche Anerkennung, die Weiterbildungsmöglichkeiten und die rechtliche Regelung der Kompetenzen der CTAs hängen zusammen und werden sich mit der Zeit klären. Entscheidend für CTAs von heute und CTAs in Ausbildung wird aber auch die genaue Ausgestaltung der staatlichen Anerkennung sein: Werden die heutigen Abschlüsse den staatlichen Abschlüssen nicht (voll-)gleichgestellt, so stehen die CTAs von heute vor einem Problem. Einige Ausbildungsstätten begegnen dem Problem der staatlichen Anerkennung, in dem sie Teile ihrer Ausbildung (z. B. die Theorie) für die Qualifikation zum OTA bzw. ATA anerkennen.